# فرودگاه اینزگان
فرودگاه اینزگان (به انگلیسی: Inezgane Airport) یک فرودگاه همگانی است که یک باند فرود آسفالت دارد و طول باند آن ۲۹۱۰ متر است. این فرودگاه در شهر اگادیر کشور مراکش قرار دارد و در ارتفاع ۲۷ متری از سطح دریا واقع شده‌است.